# Річард Шрок
Річард Шрок (англ. Richard Schrock, нар. 4 січня 1945 року, Берн (Індіана), США) — американський вчений-хімік, лауреат Нобелівської премії з хімії за 2005 рік спільно з Робертом Граббс і Івом Шовеном з формулюванням «за внесок у розвиток методу метатезису в органічному синтезі».